# Революционный совет (Бирма)
Революционный совет Бирмы — (бирм. မြည်ထောင်စု တော်လှန်ရေး ကောင်စီ အဖွဲ့, англ.  Revolutionary Council of the Union of Burma), или Союзный революционный совет (англ.  Union Revolutionary Council ) — высший орган государственной власти Бирмы в 1962 — 1974 годах, созданный для управления страной после военного переворота 2 марта 1962 года. Распущен 3 марта 1974 года после вступления в силу Конституции Социалистической Республики Бирманский Союз.

## Состав Революционного совета
После военного переворота 2 марта 1962 года в состав Революционного совета вошли его председатель генерал Не Вин и 16 высших офицеров бирманской армии. 9 июля 1971 года состав Революционного совета был расширен, в него вошли 4 гражданских политика, а 10 июля при Совете был создан консультативный орган, который должен был давать рекомендации по экономических и политическим вопросам. В апреле 1972 года все генералы и офицеры, входившие в Революционный совет и занимавшие высшие государственные должности были демобилизованы из армии.
В течение 12 лет существования в составе Совета происходили изменения:
| Порядок         | Портрет | Имя                                                                             | Воинское звание   | Назначение        | Отставка            | Государственный пост |
| --------------- | ------- | ------------------------------------------------------------------------------- | ----------------- | ----------------- | ------------------- | --- |
| Бирманский Союз |         |                                                                                 |                   |                   |                     | |
| 1.              |         | У Не Вин, Председатель Революционного совета                                    | генерал           | 2 марта 1962 года | 3 марта 1974 года   | Президент Бирманского Союза |
| 2.              |         | Аун Джи Aung Gyi Вице-председатель Революционного совета (до февраля 1963 года) | бригадный генерал | 2 марта 1962 года | 8 февраля 1963 года | Заместитель начальника Генерального штаба армии, министр торговли и промышленности, президент Корпорации экономического развития. |
| 3.              |         | Тан Пе Than Pe                                                                  | коммодор          | 2 марта 1962 года | 1962 год            | [ примечание 2 ] |
| 4.              |         | Тин Пе Tin Pe                                                                   | полковник         | 2 марта 1962 года | 1970 год            | [ примечание 3 ] |
| 5.              |         | Томас Клифт Thomas 'Tommy' Clift                                                | бригадный генерал | 2 марта 1962 года | 1964 год            | [ примечание 4 ] |
| 6.              |         | Сан Ю San Yu                                                                    | бригадный генерал | 2 марта 1962 года | 3 марта 1974 года   | Командующий войсками Северо-западного военного округа. После 2 марта 1963 года — командующий сухопутными войсками, министр финансов, с 1965 года генеральный секретарь Центрального организационного комитета Партии бирманской социалистической программы. Министр планирования, с 1971 года генеральный секретарь ЦК ПБСП, с 1972 министр обороны и начальник Генштаба. |
| 7.              |         | Сейн Вин Sein Win                                                               | бригадный генерал | 2 марта 1962 года | 3 марта 1974 года   | Командующий войсками Юго-восточного военного округа, министр строительства и общественных работ. |
| 8.              |         | Кий Маунг Kyi Maung                                                             | полковник         | 2 марта 1962 года | 1963 год            | [ примечание 5 ] |
| 9.              |         | У Чжо Со                                                                        | полковник         | 2 марта 1962 года | 3 марта 1974 года   | Министр внутренних дел, юстиции, демократизации местной администрации, по делам религии, эмиграции и социальной регистрации. |
| 10.             |         | Таунг Ки Thaung Kyi                                                             | полковник         | 2 марта 1962 года | 3 марта 1974 года   | |
| 11.             |         | Тан Сейн Than Sein                                                              | полковник         | 2 марта 1962 года | 3 марта 1974 года   | |
| 12.             |         | Тан Ю Сей Tan Yu Sai                                                            | полковник         | 2 марта 1962 года | 1968 год            | [ примечание 6 ] |
| 13.             |         | Кьяу Сое Kyaw Soe                                                               | полковник         | 2 марта 1962 года | 1974 год            | [ примечание 7 ] |
| 14.             |         | Кхин Нао Khin Nyo                                                               | полковник         | 2 марта 1962 года | 1965 год            | [ примечание 8 ] |
| 15.             |         | Со Мьюнт Saw Myint                                                              | полковник         | 2 марта 1962 года | 1964 год            | Министр информации и культуры |
| 16.             |         | Чит Мьяин Chit Myaing                                                           | полковник         | 2 марта 1962 года | 1964 год            | Министр развития и торговли. |
| 17.             |         | Маунг Шве Maung Shwe                                                            | полковник         | 2 марта 1962 года | 1972 год            | Секретарь ЦОК ПБСП по рабочим вопросам, председатель Центрального рабочего совета Бирмы. |
| 18.             |         | Лан Тин Lun Tin                                                                 | полковник         | 2 марта 1962 года | 1971 год            | [ примечание 12 ] |

## Деятельность Революционного совета
Революционный совет был создан во время военного переворота 2 марта 1962 года, осуществлённого бирманской армией во главе с её главнокомандующим генералом Не Вином. Революционный совет стал высшим исполнительным и законодательным органом страны, руководившим деятельностью правительства, а также осуществлявшим властные полномочия через свои департаменты. Председатель Революционного совета являлся одновременно главой государства и Революционного правительства Бирмы, члены совета занимали министерские посты и командные должности в армии. Помимо этого Революционный совет взял на себя функции идеологического центра, разрабатывавшего, распространявшего и реализующего на практике идеи построения бирманского социалистического государства. 3 марта 1963 года была опубликована совместное внешнеполитическое коммюнике Революционного совета и правительства, в котором провозглашалось, что страна будет следовать политике позитивного нейтралитета.

### Идеология
28 апреля 1962 года департамент информации Революционного совета опубликовал политическую декларацию «Бирманский путь к социализму». В ней говорилось, что человек не освободится от социального зла, пока существуют «эксплуататорские экономические системы», а «пустой живот не способствует моральному здоровью». Революционный совет провозглашал первоочередными целями национализацию и создание плановой социалистической экономики, утверждал, что парламентская система себя в Бирме не оправдала, и видел лучшей государственной моделью народное самоуправление под руководством правящей партии при ослаблении бюрократии. Декларация утверждала незыблемый принцип национального единства.
Наряду с экономическими и политическими целями, Революционный совет ставил перед собой и этические задачи. «Мошеннические методы, жажда наживы, стремление к легкой жизни, паразитизм, увиливание от работы и эгоизм должны быть уничтожены» (англ.  Fraudulent practices, profit motive, easy living, parasitism, shirking and selfishness must be eradicated) — говорилось в пункте 15 Декларации;

### Экономика
Уже 1 октября 1962 года Революционный совет запретил деятельность Фонда Форда, Фонда Азии и других зарубежных международных организаций на территории Бирмы. 15 февраля 1963 года Не Вин выступил с речью об экономической политике правительства и заявил о предстоящей национализации всех торговых и промышленных предприятий и введении запрета на создание новых частных предприятий. «Частный сектор несовместим с нашими целями, поскольку национализация — принцип социалистической экономики». За этим последовали национализация торговли рисом, национализация всех частный иностранных и национальных банков (23 февраля 1963 года), национализация лесной промышленности (26 февраля 1963 года). В конечном счёте, Революционный совет национализировал почти все отрасли экономики, включая нефтяную промышленность, энергетику и связь. В конце 1968 года Революционный совет национализировал и все 200 кинотеатров Бирмы.
Одновременно революционные власти ввели бесплатное медицинское обслуживание, в 1965 году отменили арендную плату крестьян за землю, основали единый Народный банк Бирмы. В 1967 году Центральный организационный комитет ПБСП принял решение о создании на промышленных предприятиях Народных рабочих советов, а в деревнях — Народных крестьянских советов. Широко применялось присвоение отличившимся работникам звания Героя труда. В сентябре 1968 года 1-я Конференция народных рабочих советов избрала Центральный рабочий совет Бирмы во главе с полковником Маунгом Шве. Революционный совет распределил между малоземельными и безземельными крестьянами около половины всех обрабатываемых земель страны и по советскому образцу создал сеть из 88 машинно-прокатных станций, которым к 1969 году было передано свыше 6 500 тракторов. 28 мая 1970 года Революционный совет издал закон о полном кооперировании бирманской экономики. Во всех её отраслях создавались 24 000 потребительских, сельскохозяйственных, промысловых и кредитных кооперативных обществ, в которых состояли около 10 миллионов экономически активных граждан.
Однако эти радикальные меры дали результат противоположный ожидаемому. Нелегальный чёрный рынок вскоре составлял уже 80 % экономики, неравенство доходов стало ещё более очевидным. К концу 1960-х годов валютные запасы Бирмы уменьшились с 214 миллионов долларов в 1964 году до 50 миллионов в 1971 году, в то время как инфляция постоянно росла а экспорт риса уменьшился с 1 840 000 тонн в 1961-62 годах до 350 000 тонн в 1967-68 годах. Более того, производство риса уже не могло «угнаться» за приростом населения. В этих условиях в 1971 году Революционный совет принял решение изменить экономическую политику и запросил экономической помощи у международных организаций.

### Политика
В политической сфере Революционный совет пошёл на устранение любой политической оппозиции. 4 июля 1962 года было провозглашено создание Партии бирманской социалистической программы, а 28 марта 1964 года совет издал закон «О защите национального единства», в соответствии с которым все иные политические партии были объявлены распущенными. Однако в декабре 1968 года Революционный совет пошёл на переговоры с оппозицией с целью расширить свою социальную базу. Был создан Консультативный совет для разработки рекомендаций по достижению национального единства, в который вошли видные бирманские политики, в том числе и свергнутый в 1962 году премьер-министр У Ну. Однако переговоры не принесли успеха, и, после того, как Консультативный совет порекомендовал вернуться к парламентской системе, были прерваны, а лидеры оппозиции эмигрировали. 31 мая 1969 года Консультативный совет был распущен. Через полгода, в ноябре 1969 года 4-й семинар ПБСП принял решение о начале разработки новой конституции социалистической Бирмы.
15-31 декабря 1973 года новая конституция была принята на всеобщем референдуме и 3 марта 1974 года вступила в силу. Бирманский Союз стал Социалистической Республикой Бирманский Союз и Революционный совет прекратил свою деятельность, передав власть Народному собранию (Pyithu Hluttaw) и формируемому Народным собранием Государственному совету Бирмы. В преамбуле к Конституции 1974 года говорилось, что Революционный совет исполнил свою историческую миссию, провозгласив бирманский путь к социализму и создав Партию бирманской социалистической программы.

## Комментарии
1. ↑  Ушёл в отставку из-за несогласия с экономической политикой Не Вина. Уволен из армии и выслан из Рангуна.
2. ↑  Скончался в 1962 году.
3. ↑  Ушёл в отставку.
4. ↑  Ушёл в отставку.
5. ↑  Ушёл в отставку.
6. ↑  Ушёл в отставку.
7. ↑  Отправлен в отставку.
8. ↑  Смещён.
9. ↑  Осуждён.
10. ↑  Отстранён.
11. ↑  Смещён и арестован.
12. ↑  Ушёл в отставку.
13. ↑  Советские источники называют дату 30 апреля 1962 года.